# Horváth József (lovas)
Horváth József (Bábolna, 1947. június 9. ) magyar lovas, olimpikon, lovas edző és határőr. Az 1972. évi nyári olimpiai játékok résztvevője és a gróf Széchényi István Emlékérem birtokosa.

## Pályafutása
1947-ben született Bábolnán és a Bábolnai Állami Gazdaság ménesudvarában nőtt fel. 12 éves korában ült először lovon. A Bábolnai Sportkörben kezdett lovagolni. 1962. augusztus 20-án egy területi verseny volt az első megnyert versenye. 1966. november 24-én vonult be a határőrség soproni kerületéhez. Itt lovászképzést kapott és innen került Kiskunhalasra a Határőr Dózsához. 1969-ben lett hivatásos határőr tiszthelyettes. 1969-től 1972-ig a Kiskunhalasi Határőr Dózsa SE versenyzője, határőr törzsőrmesterként. Az országos bajnokságon 1971-ben egyéniben egyszeres bronzérmes, 1970-től 1972-ig volt a válogatott keret tagja. 1972 májusában egy Lengyelországi nemzetközi lovastusa versenyen vívta ki a csapattal a müncheni részvételt.
Az 1972-es müncheni olimpián a háromnapos lovastusa verseny egyéniben Dárius nevű lován tereplovaglásban kizárták, így helyezetlenül végzett. A csapatverseny során a csapat (Szabácsy István, Krizsán János, Varró József és ő) a kizárások miatt nem került rangsorolásra, így helyezetlenül végzett.
1983-ig volt hivatásos határőr. Nyugállományba helyezését követően a Petkó Szandtner Tibor Lovas Iskola edzője volt Bábolnán. A legmagasabb lovas kitüntetés a gróf Széchényi István Emlékérem birtokosa.